# سوسن هسکل
سوسن هسکل (انگلیسی: Susan Haskell؛ زادهٔ ۱۰ ژوئن ۱۹۶۸) یک هنرپیشه اهل کانادا است.